# 賽克隆 (印第安納州)
賽克隆（英語：Cyclone）是位於美國印地安納州克林頓縣的一個非建制地區。該地的面積和人口皆未知。

## 地理
賽克隆的座標為40°13′42″N 86°25′57″W / 40.22833°N 86.43250°W，而該地的平均海拔高度為282米（即925英尺）。